# Municipio de Espita
El municipio de Espita es uno de los 106 municipios en los que se divide el estado mexicano de Yucatán. Su cabecera municipal es la localidad homónima de Espita y se localiza en la Región 1 o Litoral Oriente del estado. En 2005 era el 77.º municipio con mayor IDH en el estado siendo este de 0,7320, misma cifra que registró Honduras en 2007.

## Historia
Durante la época prehispánica, la región del municipio de Espita perteneció a la provincia de los Cupules. A partir de la conquista, concretamente en 1565, se estableció la encomienda a cargo del capitán Luis de Baeza, más tarde, en 1607 Baeza fue sustituido por Alonzo del Puerto y en 1688 por Juan del Granado Baeza; este sistema que perduró toda la época colonial, hasta 1821.
En 1821 fue declarada la independencia de Yucatán por lo que pasó a formar parte del Partido de Tizimín. Durante 1848, en la Guerra de Castas, Espita fue territorio bélico y escenario de varias batallas, tiempo después fue declarada cabecera del recién creado partido administrativo del mismo nombre y por lo tanto dejó de pertenecer al partido de Tizimín.
El 29 de abril de 1852 el Congreso del Estado declaró al pueblo de Espita, cabecera del actual municipio, como villa. El 15 de marzo de 1912 la finca rústica San Pedro Chenchelá pasó a pertenecer al actual territorio del municipio de Espita dejando la jurisdicción del actual municipio de Valladolid. Durante 1917 se estableció un sistema administrativo constituido por municipios declarado por el artículo 115 de la constitución de 1917 por lo que el partido de Espita pasó a ser el municipio de Espita.

## Geografía

### Ubicación
El municipio está ubicado en la región Litoral Oriente del estado de Yucatán. Limita al norte con Sucilá y Tizimín, al sur con Tinum, Uayma y Valladolid; al este limita con Temozón y Calotmul y al oeste con Dzitás y Cenotillo.

### Hidrografía
El municipio se encuentra ubicado en la región hidrológica Yucatán Norte. Sus recursos son proporcionados principalmente por corrientes subterráneas denominadas cenotes las cuales son muy comunes en el estado. La Secretaría de Desarrollo Urbano y Medio Ambiente del Gobierno del Estado de Yucatán tiene un registro de 13 cenotes, entre los que destacan 5 de ellos.
| Cenotes en el municipio de Espita                                               |             |                |                   |                            |
| Cenote                                                                          | Tipo        | Color del agua | Tipo de formación | Apto para                  |
| Dzonot Ejido                                                                    | Abierto     | Azul           | Caída libre       | Bucear                     |
| K'ankaba'                                                                       | Semiabierto | Azul           | Dentro de gruta   | Bañarse, observar y Bucear |
| K'om                                                                            | Abierto     | Azul           | Caída libre       | Bucear                     |
| Ku che                                                                          | Abierto     | Transparente   | Caída libre       | Bucear                     |
| Ma'kaba                                                                         | Abierto     | Verde          | No especificado   | Bañarse                    |
| Fuente: Secretaría de Desarrollo Urbano y Medio Ambiente del Estado de Yucatán. |             |                |                   |                            |

## Demografía
De acuerdo con el Programa de las Naciones Unidas para el Desarrollo, en 2010 el municipio tenía un índice de desarrollo humano medio de 0,6246 para hombres y 0,6083 para mujeres; estas cifras fueron inferiores al promedio estatal de 0,7505 para hombres y 0,7563 para mujeres. De acuerdo con el Consejo Nacional de Evaluación de la Política de Desarrollo Social (CONEVAL), en el 2010, tenía 5581 personas (46,1% de la población total) debajo de la línea de bienestar mínimo, es decir, el valor de la canasta alimentaria por persona al mes.
Principales localidades
El territorio del municipio de Espita albergaba a 26 localidades habitadas en el año 2010, aunque solamente 4 de ellas superaban los 500 habitantes.
| Localidades mayores de 500 habitantes en el municipio de Espita | Localidades mayores de 500 habitantes en el municipio de Espita | Localidades mayores de 500 habitantes en el municipio de Espita | Localidades mayores de 500 habitantes en el municipio de Espita |
| Código INEGI                                                    | Localidad                                                       | Coordenadas                                                     | Habitantes                                                      |
| --------------------------------------------------------------- | --------------------------------------------------------------- | --------------------------------------------------------------- | --------------------------------------------------------------- |
| 310320001                                                       | Espita                                                          | 21°00′46″N 88°18′17″O / 21.01278, -88.30472                     | 11.551                                                          |
| 310320002                                                       | Holcá                                                           | 21°05′28″N 88°16′07″O / 21.09111, -88.26861                     | 552                                                             |
| 310320003                                                       | Kunché                                                          | 20°54′35″N 88°18′16″O / 20.90972, -88.30444                     | 793                                                             |
| 310320004                                                       | Nacuché                                                         | 20°55′22″N 88°17′45″O / 20.92278, -88.29583                     | 1.219                                                           |
| Fuente: INEGI, Archivo Histórico de Localidades (2010).         |                                                                 |                                                                 |                                                                 |

## Economía
La economía regional está basada en la actividad agropecuaria. El cultivo del maíz es la más importante actividad agrícola municipal, seguida del frijol y el chile en diversas variedades. Las actividades pecuarias se concentran básicamente en la crianza de ganado bovino.

## Atractivos turísticos
Arquitectura
Se pueden encontrar el templo católico de San José que data del siglo XVIII, el ex-convento franciscano de finales del siglo XVI y el palacio municipal en el centro de la villa.
Arqueología
En la zona Pom se encuentran vestigios arquitectónicos de la cultura maya.
Cenotes
Existen 13 cenotes en el municipio, de los cuales solamente uno (K'ankaba') tiene potencial turístico.
Fiestas populares
Del 19 al 26 de diciembre se celebran las festividades religiosas en honor al niño Dios con las participaciones de gremios. Se organizan bailes populares y corridas de toros con la tradicional vaquería yucateca.

## Flora y fauna
Los montes espiteños son representativos de la flora regional, predominando los árboles y otros vegetales que constituyen una variada colección.
Entre las especies más importantes, por nombre común y nombre científico (para  mejor  identificación), encontramos los siguientes:
- Bojón  (Cordia  gerascanthus)
- Chactez  (Amaranthus dubios)
- Flamboyán  (Delonich regia)
- Chechén  (Metropiunm brownei)
- Guayacán  (Guasuma ulmifolia)
- Jaabín  (Ichthiomethia communis)
- Cedro  (Cedrela mexicana)
- Higuerilla  o resino (Ricinus comunis)
- Caniste  (Lacuna multiflora)
- Mora (Morus sp.)
- Popoche  (Bombas ellipticum)
- Zapote  (Milkara zapota)
- Zacate  Paraná (Sorghum halepense) y muchos más.

En esta región, predomina la selva mediana subcaducifolia (en su mayoría, se trata de Hu'Ché, o sea monte joven entre 15 y 20 años de antigüedad) de la que hay 4,741 ha (a 2008), mientras que el denominado “monte alto” (entre 20 y 40 años de antigüedad) es muy limitado.
Igualmente, por el lado de la fauna,  la tierra es pródiga en variedad de animales regionales, muchos de ellos de positiva utilidad para la especie humana. He aquí algunos:
- Venado (Cervus yucatanenses y Odoicoleus virginianus)
- Armadillo  (Fatusia novecinta)
- Conejo  (Lepus yucatanensis)
- Faisán  silvestre (Croax globicera)
- Gato  montés (Linchas rufus maculatus)
- Golondrina  (Chactura gaumeri)
- Haleb  (Dasy procta yucatanensis)
- Jabalí  o puerco de monte (Dicotyles yucatanensis)
- Leoncillo  (Felis concolor)
- Pavo  de monte (Agriocharis ocellata)
- Pinolillo  (Ixodes sylvaticus)
- Tigrillo  (Felis hernandesis goldmani)
- Zorrillo (Conepatus tropichlis)
- Zopilote  cabeza negra (Coragyps atratus)
- Zopilote cabeza roja (Catartes aura) entre otros.

## Servicios públicos

### Salud
La tasa de mortalidad infantil en 2010 era de 17.10 muertes por cada 1000 nacidos vivos, siendo el indicador de mejor desempeño en el índice de desarrollo humano del municipio.
En relación con el sistema público de salud, se encuentra en la Jurisdicción Sanitaria n.º 2 de los Servicios de Salud de Yucatán, y cuenta con un centro de salud de atención primaria para la atención de la población residente en la cabecera municipal; este centro de salud cuenta con cinco consultorios médicos, una farmacia, un área de curaciones y los servicios de nutrición, odontología y psicología. Además del centro de salud de la cabecera, el municipio tiene dos comisarías que cuentan con unidades médicas propias dependientes de los Servicios de Salud de Yucatán, estas son el centro de salud de X-Ualtez, y la unidad móvil de Holcá. La comisaría de Nacuché cuenta con una unidad médica de IMSS-Prospera.